# Vitry-aux-Loges
Vitry-aux-Loges település Franciaországban, Loiret megyében. Lakosainak száma 2212 fő (2022. január 1.). Vitry-aux-Loges Seichebrières, Châteauneuf-sur-Loire, Combreux, Fay-aux-Loges, Ingrannes, Saint-Denis-de-l’Hôtel, Saint-Martin-d’Abbat, Sully-la-Chapelle és Sury-aux-Bois községekkel határos.

## Népesség
A település népessége az elmúlt években az alábbi módon változott:
| Lakosok száma | 1187 | 1518 | 1622 | 1814 | 1946 | 2058 | 2185 | 2243 | 2269 | 2212 |
|               | 1968 | 1982 | 1990 | 2006 | 2013 | 2015 | 2017 | 2019 | 2020 | 2022 |